# أنطونيو ماركيز مينديز
أنطونيو ماركيز مينديز (بالبرتغالية: António Marques Mendes‏) هو محامي وسياسي برتغالي، ولد في 30 مارس 1934 في بورتو في البرتغال، وتوفي بنفس المكان في 15 يونيو 2015. حزبياً، نشط في الحزب الديمقراطي الاجتماعي (البرتغال). وقد انتخب عضو في البرلمان الأوروبي عن دائرة البرتغال ‏ لترشحه ضمن  قائمة الحزب الديمقراطي الاجتماعي (البرتغال)، وقد انضم خلال فترته النيابية (14 سبتمبر 1987 – 24 يوليو 1989)  للكتلة البرلمانية مجموعة حزب الديمقراطيين الليبراليين والإصلاحيين الأوروبيين ‏ وفي انتخابات البرلمان الأوروبي 1989، انتخب عضو في البرلمان الأوروبي عن دائرة البرتغال ‏ لترشحه ضمن  قائمة الحزب الديمقراطي الاجتماعي (البرتغال)، وقد انضم خلال فترته النيابية (25 يوليو 1989 – 18 يوليو 1994)  للكتلة البرلمانية مجموعة حزب الديمقراطيين الليبراليين والإصلاحيين الأوروبيين ‏ وانتخب عضو مجلس الجمهورية ‏.